# Knock-out (génétique)
Pour les articles homonymes, voir Knock-out.

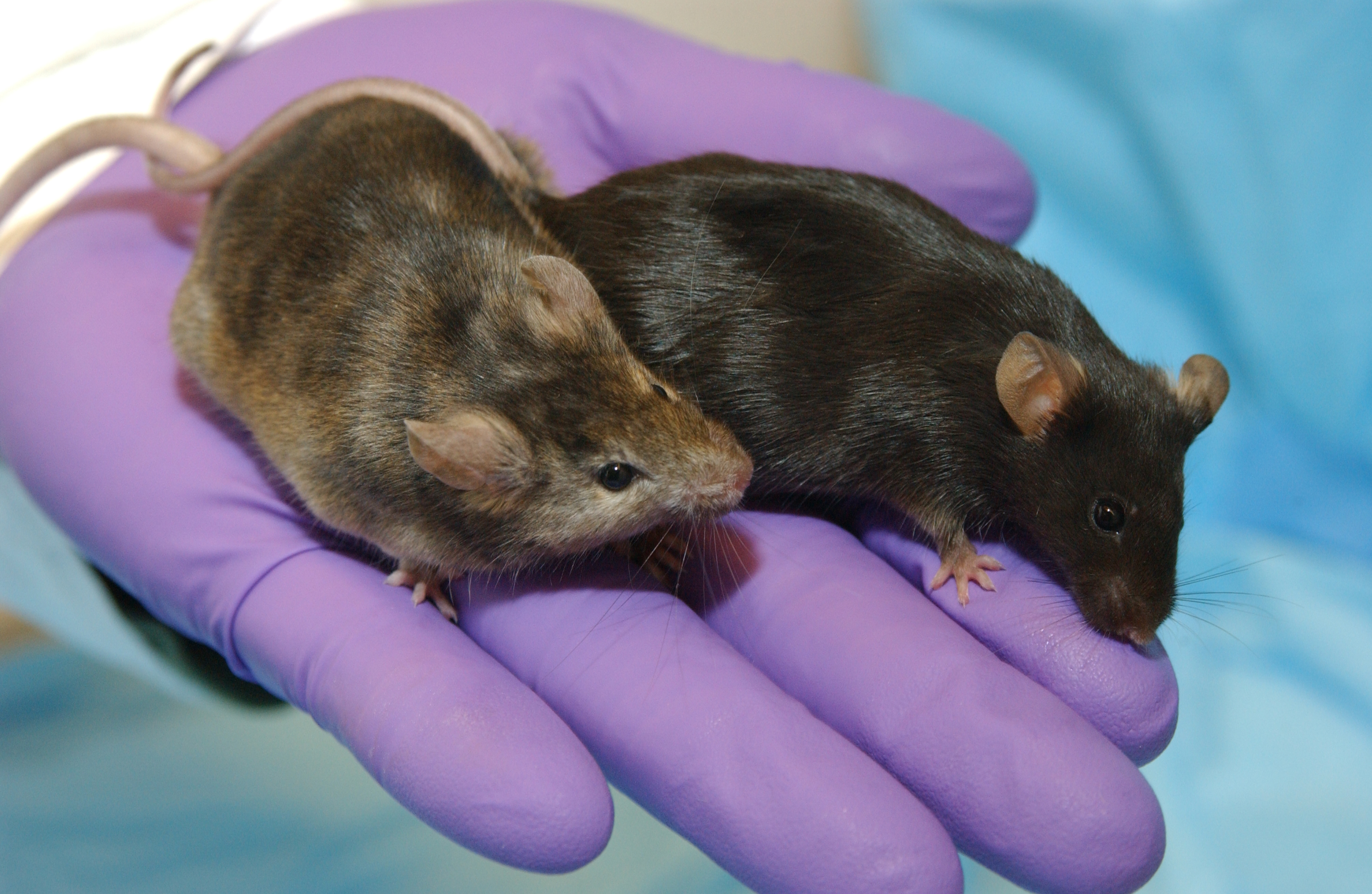
La souris de gauche a un gène de croissance des poils bloqué, tandis que la souris de droite est une souris normale.

En biologie moléculaire, le knock-out (knockout ou KO), en français « invalidation génique », est l'inactivation totale d'un gène.
Ce terme fut initialement utilisé pour décrire la création de souris transgéniques chez qui un gène est invalidé par recombinaison homologue : les souris knock-out. Depuis, il est principalement utilisé chez les espèces modèles mammifères telles que la souris, le rat ou les lignées cellulaires humaines.
Selon les organismes, ce terme peut être utilisé pour décrire l'invalidation d'un gène par l'insertion aléatoire d'une séquence d'ADN, comme chez la plante modèle Arabidopsis thaliana.